# George Hearn
George Hearn (Saint Louis (Missouri), 18 juni 1934) is een Amerikaans acteur.

## Biografie
Hearn begon met acteren in het theater, hij maakte in 1966 zijn debuut op Broadway in de musical A Time for Singing. Hierna heeft hij nog meerdere rollen gespeeld op Broadway zoals Hamlet (1975-1976), Sweeney Todd (1979-1980), The Diary of Anne Frank (1997-1998) en Wicked (2003-heden).
Hearn begon in 1975 met acteren voor televisie in de film The Silence. Hierna heeft hij nog meerdere rollen gespeeld in films en televisieseries zoals Murder, She Wrote (1990-1992), The Vanishing (1993), The Pagemaster (1994), The Devil's Own (1997) en Flags of Our Fathers (2006).
Hearn is in het verleden viermaal getrouwd geweest, waaronder met actrices Dixie Carter en Betsy Joslyn, en heeft hieruit een zoon. Hij is nu getrouwd waaruit hij twee zonen heeft.

## Filmografie

### Films
Uitgezonderd korte films.
- 2006 Flags of Our Fathers – als Walter Gust
- 2001 Sweeney Todd: The Demon Barber of Fleet Street in Concert – als Sweeney Todd
- 2000 Putting It Together – als de echtgenoot
- 1999 Sarah, Plain and Tall: Winter's End – als Dr. Sam Hartley
- 1999 Durango – als rector
- 1998 Barney's Great Adventure – als opa
- 1997 The Devil's Own – als Peter Fitzsimmons
- 1996 All Dogs Go to Heaven 2 – als Red (animatiefilm)
- 1995 Annie: A Royal Adventure! – als Oliver Warbucks
- 1994 The Pagemaster – als kapitein Ahab
- 1993 Jonny's Golden Quest – als president
- 1993 The Vanishing – als Arthur Bernard
- 1992 Sneakers – als Gregor
- 1991 False Arrest – als ??
- 1991 Fire in the Dark – als Arthur
- 1989 See You in the Morning – als Martin
- 1982 Sweeney Todd: The Demon Barber of Fleet Street – als Sweeney Todd
- 1982 A Piano for Mrs. Cimino – als George Cimino
- 1979 Sanctuary of Fear – als Kerrigan
- 1976 The Money – als Banker
- 1976 Sea Marks – als Colm Primrose
- 1975 The Silence – als kapitein Nichols

### Televisieseries
Uitgezonderd eenmalige gastrollen.
- 1993 – 1994 Swat Kats: The Radical Squadron – als professor Hackle – 4 afl. (animatieserie)
- 1993 Captain Planet and the Planeteers – als vader van Wheeler – 2 afl. (animatieserie)
- 1992 Murder, She Wrote – als Sean Culhane – 2 afl.
- 1978 Ryan's Hope – als Dan Davis – 2 afl.
- 1977 The Best of Families – als Dupee – 2 afl.
- 1976 The Adams Chronicles – als Henry Clay – miniserie

## Theaterwerk opBroadway
- 2012 Scandalous - als James Kennedy / broeder Bob
- 2003 – heden Wicked – als The Wonderful Wizard of Oz (understudy)
- 1999 – 2000 Putting It Together – als de echtgenoot
- 1997 – 1998 The Diary of Anne Frank – als Otto Frank
- 1994 – 1997 Sunset Boulevard – als Max von Mayerling
- 1989 – 1990 Meet Me in St. Louis – als Alonzo Smith
- 1989 Ghetto – als Gens
- 1988 Ah, Wilderness! – als Sid Davis
- 1983 – 1987 La Cage Aux Folles – als Albin
- 1982 – 1983 Whodunnit – als Andreas Capodistriou
- 1982 A Doll's Life – als acteur / Torvald / Johan
- 1980 Watch on the Rhine – als Kurt Muller
- 1979 I Remember Mama – als papa
- 1979 – 1980 Sweeney Todd – als Sweenet Todd (understudy)
- 1977 – 1978 An Almost Perfect Person – als Dan Michael Connally
- 1975 – 1976 Hamlet – als Haratio
- 1973 The Changing Room – als Trevor
- 1969 – 1972 1776 – als John Dickinson (understudy)
- 1966 A Time for Singing – als Lanto Morgan

- Bibsys: 11016085
- Biblioteca Nacional de España: XX1727762
- Gemeinsame Normdatei: 13459150X
- International Standard Name Identifier: 0000 0000 6309 9360
- Library of Congress Control Number: n84043621
- MusicBrainz: 48cfe7e5-4972-4a01-b0f5-36b1fad6c222
- Nationale Bibliotheek van Israël: 987007434943705171
- Nationale Bibliotheek van Polen: a0000002132818
- Nederlandse Thesaurus van Auteursnamen: 302553088
- SNAC: w6vr5v7j
- Virtual International Authority File: 42029652
- WorldCat: E39PBJjRT94gX7Rv4k3hkW3WjC